# Landgericht Kronach

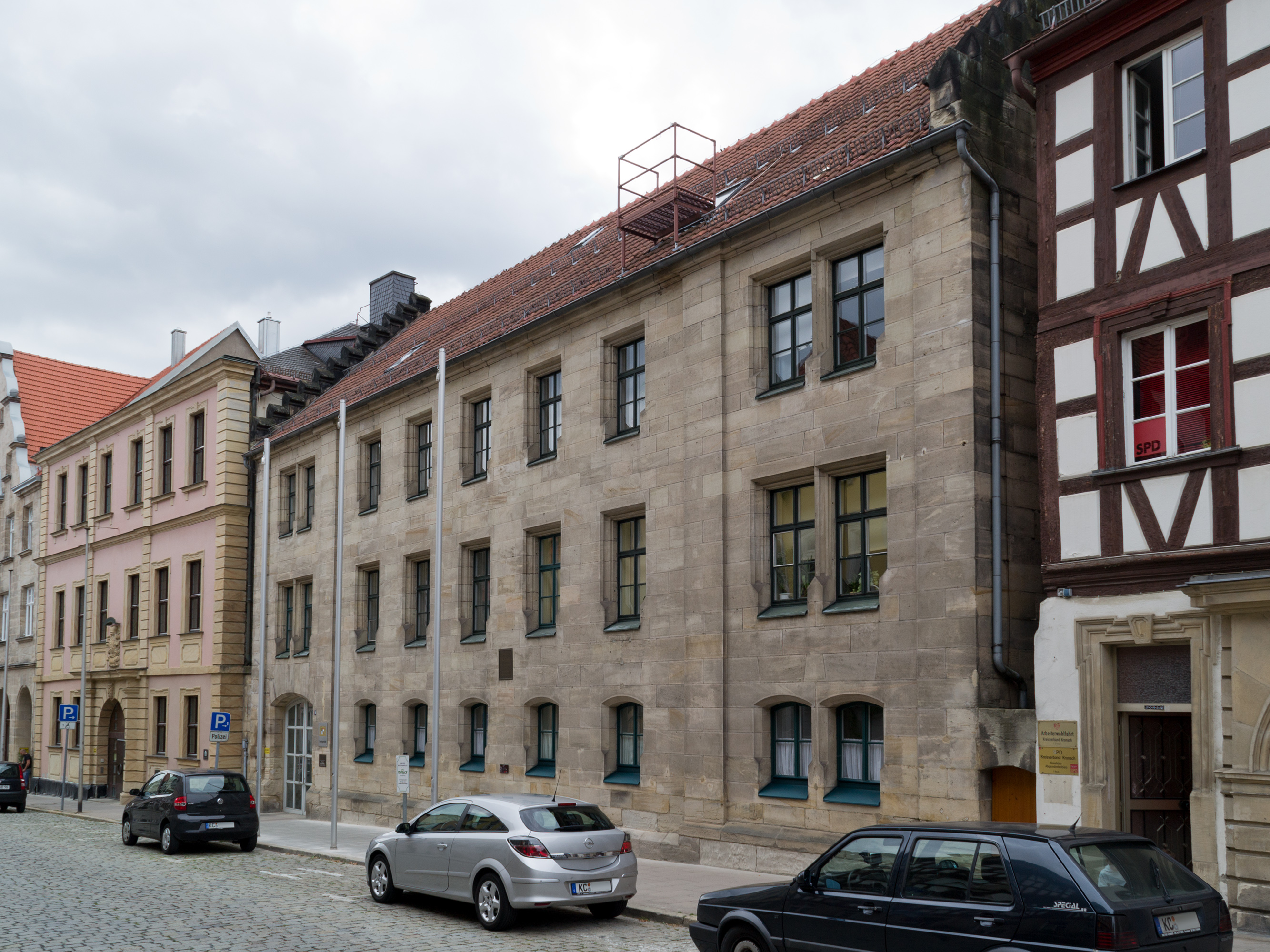
Gebäude des Landgerichts und danach des Amtsgerichts Kronach (2012)

Das Landgericht Kronach war ein von 1804 bis 1879 bestehendes bayerisches Landgericht älterer Ordnung mit Sitz in Kronach im heutigen Landkreis Kronach. Die Landgerichte waren im Königreich Bayern Gerichts- und Verwaltungsbehörden, die 1862 in administrativer Hinsicht von den Bezirksämtern und 1879 in juristischer Hinsicht von den Amtsgerichten abgelöst wurden.

## Geschichte
Im Jahr 1804 wurde im Verlauf der Verwaltungsneugliederung Bayerns das Landgericht Kronach errichtet. Dieses wurde nach der Gründung des Königreichs Bayern dem Mainkreis zugeschlagen, ab 1817 zum Obermainkreis und ab 1838 zu Oberfranken.
Das Landgericht Kronach wurde überwiegend aus Gebieten gebildet, die vor dem Reichsdeputationshauptschluss Teile des Hochstiftes Bamberg waren (das Vogteiamt Seibelsdorf war bayreuthisch gewesen). Dies waren:
- vom Amt Kronach: Kronach mit Rosenberg, Bernsroth, Breitenlohe, Detschramühle, Dobersgrund, Dörfles, Eibenberg, Friedrichsburg, Friesen mit dem äußeren Viertel, Gänsmühle, Gundelsdorf mit Rottelsbach, Haig, Hainnermühle, Haslach, Hesselbach, Höfles, Hummenberg, Kleine und Wachtersmühlen, Klosberg mit den Höfen Knellenrod und Bierberg, Kathragrub und Krugsberg, Kreuzberg, Lahm, Mostrach, Neufang mit Berglesdorf, Neuses, Nurn, Oberlangenstadt, Poppenhof, Reitsch, Rußmühle, Rotschreuth, Seelach, Steinberg, Steinwiesen, Stockheim, Traab, Unterlangenstadt, Unterrodach, Weißenbrunn, Wolfersdorf, Zeyern und Zollhaus;
- vom Amt Fürth am Berg: Fürth am Berg und Beickheim;
- vom Amt Wallenfels: Wallenfels, Dörnach, Forstloh, Geuser, Hammer unter Wallenfels, Lorchenmühle, Neuengrün, Neuenmühle ob Wallenfels, Oberwellesmühle, Schindelthal, Schlegelshayd, Schnayd, Unterwellesmühle, Wellesberg und Wolfersgrün;
- vom Amt Langheim: Kathragrub und Unterlangenstadt;
- vom Amt Weismain: Eichenbühl und Traab;
- vom Amt Burgkunstadt: Oberlangenstadt, Schmölz, Unterlangenstadt, Unterroßbach und Weißenbrunn;
- vom Amt Stadtsteinach: Vogtendorf an der Rodach;
- von der Rentatur Seubelsdorf: Hummendorf, die Mühle Kleinwichtach, Oberrodach, Unterrodach mit der Wichen- und Angermühle und Vichtag.[1][2]

## Struktur

### Steuerdistrikte
Im Rahmen des Gemeindeedikts wurde 1808 das Landgericht in 17 Steuerdistrikte untergliedert, die dem Rentamt Kronach unterstanden:
- Friesen mit Dennig, Dörfles, Neumühle, Rennesberg, Rosenhof und Trebesgrund;
- Gundelsdorf mit Bernsroth, Bierberg, Blumau, Kathragrub, Knellendorf, Krugsberg, Rottelsdorf, Stressenleithe und Walkmühle;
- Kronach mit Bergmühle, Biegenmühle, Detschramühle, Fröschbrunn, Gänsmühle, Hammermühle, Kleienmühle, Kreuzberg, Mostrach, Rosenberg, Rußmühle, Wachtersmühle und Zollscheer;
- Küps mit Au, Buch, Eichenbühl, Hummendorf, Krienesschneidmühle, Melanger, Mittlere Schneidmühle, Neuschneidmühle, Neutennig, Obere Schneidmühle, Obertennig, Reinertshaus, Schieferhaus, Schiefermühle, Untere Schneidmühle, Untertennig und Ziegelschneidmühle;
- Neufang mit Berglesdorf, Fischersmühle, Leitsch, Obere Leitschschneidmühle, Schäferei und Untere Leitschschneidmühle;
- Neuses mit Brand, Breitenloh, Dennach, Dobersgrund, Felsmühle, Giessübel, Judenhof, Kestel, Kuhberg, Neusesermühle, Poppenhof, Rauershof, Seelabach, Seelach, Stressenberg, Unterbreitenloh, Unterbreitenloh, Ziegelerden und Zollschneidmühle;
- Oberlangenstadt mit Buchmühle, Hummenberg, Mönchsfeld, Nagel und Unterlangenstadt;
- Reitsch mit Birkach, Glosberg, Letzenberg, Letzenhof und Vonz;
- Schmölz mit Beikheim, Oberberg, Schafhaus, Schneckenlohe, Tüschnitz, Unterberg und Wachholder;
- Steinberg mit Bärengrund, Bug, Eibenberg, Eichenbühl, Fehnenschneidmühle, Glasbach, Gries, Grümpel, Hühnerleithe, Kämmerlein, Roßlach, Sattel, Schafhut, Schwammenmühle, Steingraben, Tiefenbach und Trebesberg;
- Steinwiesen mit Angermühle, Baiershof, Ehrenbachsschneidmühle, Eisenhammer, Klingersmühle, Leitenberg, Mittlere Mühle, Nurn, Obere Mühle, Remitzhof, Schlegelshaid, Schnabrichsmühle, Schwarzmühle, Teichenbach, Teichmühle und Tempenberg;
- Stockheim mit Haßlach, Kreuzgrube, Traindorf und Wolfersdorf;
- Theisenort mit Bürg, Ellmershaus, Entmannsdorf, Gypsmühle, Johannisthal, Judengraben, Kachelmannsberg, Klöppermühle, Köhlersloh, Lerchenhof, Lindenhof, Lindleinsberg, Rödern, Schafhof und Zollbrunn;
- Unterrodach mit Ebersmühle, Hetzenmühle, Höfles, Ruppen, Schrammesmühle, Vogtsmühle und Wichenmühle;
- Wallenfels mit Fallenhalsmühle, Hammer, Heckenberg, Kirchbühl, Leutnitzhof, Lorchenmühle, Neuengrün, Neumühle, Oberwellesmühle, Schindelthal, Schnaid (hintere), Schnaid (mittlere), Schnaid (vordere), Schnappenhammer, Schopfenmühle, Stumpfenschneidmühle, Unterwellesmühle, Wellesberg und Wolfersgrün;
- Weißenbrunn mit Bieber, Böhlbach, Flöhberg, Grün, Hohenwart, Holzhaus, Plösenthal, Rangen, Rucksgaße, Rucksmühle, Schleyreuth, Schlottermühle und Sorg;
- Zeyern mit Buchschneidmühle, Friedersdorfer Mühle, Großvichtach, Kleinvichtach, Kreuzmühle, Neuschneidmühle, Oberrodach, Oberrodacher Mühle, Rabensteinerschneidmühle, Wöhrleinschneidmühle und Zigeunerschneidmühle.

### Gemeinden
Mit dem Zweiten Gemeindeedikt (1818) wurden 45 Ruralgemeinden gebildet:
- Beikheim mit Fahlenberg;
- Dörfles mit Rosenhof;
- Eibenberg mit Hühnerleithe, Kämmerlein und Sattel;
- Eichenbühl mit Buch, Neutennig, Obertennig und Untertennig;
- Friesen mit Dennig, Neumühle, Rennesberg und Trebesgrund;
- Gehülz mit Brand, Breitenloh, Bürg, Ellmershaus, Entmannsdorf, Giessübel, Judengraben, Judenhof, Kestel, Lindleinsberg, Rauershof, Seelabach, Unterbreitenloh und Zollbrunn;
- Geuser mit Dörnach, Finkenflug, Forstloh, Haid und Kirchbühl;
- Glosberg mit Birkach, Letzenberg, Letzenhof und Vonz;
- Großvichtach mit Kleinvichtach;
- Gundelsdorf mit Rottelsdorf;
- Haßlach;
- Höfles mit Ruppen;
- Hummendorf mit Mittlere Schneidmühle, Obere Schneidmühle, Schieferhaus, Schiefermühle und Untere Schneidmühle;
- Johannisthal mit Klöppermühle;
- Knellendorf mit Bernsroth, Bierberg, Kathragrub, Krugsberg und Walkmühle;
- Kronach mit Bergmühle, Biegenmühle, Detschramühle, Fröschbrunn, Gänsmühle, Hammermühle, Kleienmühle, Kreuzberg, Mostrach, Rosenberg, Rußmühle, Wachtersmühle und Zollscheer;
- Küps mit Melanger und Neuschneidmühle;
- Neuengrün mit Heckenberg und Schindelthal;
- Neufang mit Berglesdorf, Fischersmühle, Leitsch, Obere Leitschschneidmühle, Schäferei und Untere Leitschschneidmühle;
- Neuses mit Felsmühle, Neusesermühle und Zollschneidmühle;
- Oberlangenstadt mit Hummenberg, Mönchsfeld und Nagel;
- Oberrodach mit Angermühle, Kreuzmühle und Oberrodacher Mühle;
- Reitsch;
- Reuth mit Schaufel;
- Roßlach mit Eichenleithen, Kotschersgrund, Ludwigsland, Redwitzerhöh, Remschlitz und Winterleithen;
- Schmölz mit Oberberg, Schafhaus, Unterberg und Wachholder;
- Schnaid mit Lorchenmühle, Hintere, Mittlere und Vordere Schnaid und Schnappenhammer;
- Schneckenlohe;
- Seelach mit Dennach, Dobersgrund, Poppenhof, Stressenberg und Unterbreitenloh;
- Steinberg mit Bärengrund, Bug, Eichenbühl, Fehnenschneidmühle, Glasbach, Gries, Grümpel, Höpfermühle, Roßlach, Schafhut, Schwammenmühle, Steingraben und Trebesberg;
- Steinwiesen mit Angermühle, Baiershof, Eisenhammer, Klingersmühle, Leitenberg, Mittlere Mühle, Obere Mühle, Remitzhof, Schlegelshaid, Schnabrichsmühle, Schwarzmühle, Teichmühle und Tempenberg;
- Stockheim mit Kreuzgrube und Traindorf;
- Theisenort mit Gypsmühle, Kachelmannsberg, Köhlersloh, Lerchenhof, Lindenhof, Rödern und Schafhof;
- Thonberg mit Friedrichsburg, Kaltbuch, Neuenreuth und Sachspfeife;
- Tüschnitz mit Hall;
- Unterlangenstadt mit Buchmühle;
- Unterrodach mit Ebersmühle, Hetzenmühle, Schrammesmühle, Vogtsmühle und Wichenmühle;
- Vogtendorf;
- Wallenfels mit Fallenhalsmühle, Hammer, Leutnitzhof, Neumühle, Schopfenmühle und Stumpfenschneidmühle;
- Weißenbrunn mit Bieber, Böhlbach, Flöhberg, Grün, Hohenwart, Holzhaus, Plösenthal, Rangen, Rucksgaße, Rucksmühle, Schleyreuth, Schlottermühle und Sorg;
- Wilhelmsthal;
- Wolfersdorf;
- Wolfersgrün mit Oberwellesmühle, Unterwellesmühle und Wellesberg;
- Zeyern mit Buchschneidmühle, Friedersdorfer Mühle, Neuschneidmühle, Rabensteinerschneidmühle, Wöhrleinschneidmühle und Zigeunerschneidmühle;
- Ziegelerden mit Kuhberg.

## Weitere Entwicklung
1837 kamen vom Landgericht Teuschnitz folgende Gemeinden hinzu:
- Eila;
- Gifting mit Felsmühle, Kugelmühle und Sattelmühle;
- Grössau;
- Neukenroth mit Hagermühle, Rittersmühle und Schirmersmühle;
- Posseck.

1838 kamen vom aufgelösten Patrimonialgericht Hesselbach folgende Gemeinden hinzu:
- Hesselbach mit Geschwend, Grümpel und Neuenbach.

1849 kamen vom aufgelösten Herrschaftsgericht Mitwitz folgende Gemeinden hinzu:
- Burggrub mit Mostholz;
- Haig mit Neumühle;
- Kaltenbrunn mit Bächlein, Bätzenwustung, Froschgrün, Krötendorfswustung, Neubau und Schaumbergswustung;
- Mitwitz mit Burgstall, Rotschreuth und Wolfsberg;
- Neundorf;
- Schwärzdorf mit Angerwustung, Bätzenwustung, Bohlswustung, Dickenwustung, Hüttenwustung und Reuterwustung.

1856 entstand die Gemeinde Burgstall mit Rotschreuth und Wolfsberg.
1856 wurde Steinhausmühle von Birnbaum an Steinberg abgegeben.

## Persönlichkeiten
- Joh. Friedrich Stöcker, Landrichter ab 1804
- Carl Maria Gut, Rentbeamter ab 1804[2]